# Troleibuzele din Satu Mare
Rețeaua de troleibuz din Satu Mare a asigurat transportul electric din oraș. Rețeaua a fost inaugurată în 15 noiembrie 1994 și a fost închisă în 9 martie 2005. 

## Istoric
Troleibuzele au început să circule, începând cu 15 noiembrie 1994, pe un traseu care asigura legătura între Gara Mare și Gara Ferăstrău. Rețeaua este extinsă în 1997 către cartierul Micro 16 (sau Horea) din oraș.
La momentul sistării transportului cu troleibuze, traseele erau următoarele:
T1: Cartier Micro 16 (Horea) - Gara Mare;
T3: Cartier Micro 16 (Horea) - Gara Ferăstrău - Gara Mare - Cartier Micro 16 (Horea).
Ca urmare a hotărârii Consiliului Local, circulația troleibuzelor a fost oprită, începând cu 9 martie 2005. Rețeaua a rămas în conservare până în anul 2014, când a fost demontată.

## Flotă
Inițial, parcul auto era alcătuit din 7 troleibuze, acestea fiind:
4 ROCAR 217E, numerotate 01, 02, 03, 04, aduse în 1994;
3 ROCAR 212E, numerotate 05, 06, 07, aduse în 1996-1997.
Ulterior sistării circulației cu troleibuze, patru dintre ele au fost păstrate, existând, la acea vreme, planuri pentru o redeschidere a rețelei pe viitor. Planurile în cauză nefiind concretizate, vehiculele rămase au fost casate în 2008.